# 趙申喬
趙申喬（1644年—1720年），字慎旃，又字松五，號白雲舊人，直隸武進（今江蘇省常州市武進區）人，清朝政治人物，進士出身。

## 生平
大學士李光地的門人。康熙八年（1671年）中舉人，次年聯捷進士。康熙二十年（1681年）授河南商丘縣知縣。康熙二十七年（1688年）升任刑部主事。康熙三十三年（1694年），遷刑部員外郎。
康熙四十年（1701年）經直隸巡撫李光地舉薦，擢浙江布政使，革除南糧口袋及藩司陋規，以廉名顯於世。次年升浙江巡撫，加右副都御史銜。不久，改偏沅（湖南）巡撫。
康熙四十九年（1710年）升左都御史。誥封資政大夫。康熙五十年（1711年）擔任辛卯順天鄉試正考官。同年，檢舉《南山集》作者戴南山「狂妄不謹」，引發「南山集案」，名世被斬。
康熙五十一年（1712年）以左都御史充壬辰科會試大總裁。康熙五十二年（1713年）改戶部尚書。康熙五十七年（1718年）以戶部尚書兼管錢法事務，充戊戌科會試副考官。康熙五十九年（1720年）卒，諡恭毅。雍正元年（1723年）贈太子太保。乾隆四年（1739年）入祀賢良祠。

## 家族
父趙繼鼎，明末官员。
長子趙鳳詔，曾任太原守，因貪汙被處斬。
子趙熊詔，狀元。

## 著作
- 《趙恭毅剩稿》八卷

## 延伸阅读
[在维基数据编辑]
 《清史稿·卷263》，出自趙爾巽《清史稿》
 在维基共享资源阅览影像
- 《清史稿》卷二百六十三,列傳五十
- 《清史館傳稿》5658號,5896號,7795號
- 錢儀吉 編《碑傳集》二冊,卷十九
- 《清國史館傳稿》5741號,6603號,7780號
- 福格《聽雨叢談》卷九
- 中央研究院歷史語言研究所 （页面存档备份，存于） 內閣大庫檔案008659號,017757號,091442號,091479號,119320號,121705號

| 官衔          | 官衔                                                                                    | 官衔          |
| ------------- | --------------------------------------------------------------------------------------- | ------------- |
| 前任： 張鵬翮 | 戶部漢尚書 康熙五十二年十月丙子－康熙五十九年四月戊午 （1713年11月19日－1720年5月28日） | 繼任： 田從典 |